# Spuren (2025)
Spuren ist eine deutsche Kriminalfilm-Miniserie aus dem Jahr 2025 von Stefan Krohmer mit Nina Kunzendorf und Tilman Strauß in den Hauptrollen.

## Handlung

### Folge 1: Ein Dorf sucht
Stefanie Berghoff bricht an einem Sonntagnachmittag zum Joggen auf. Nachdem die 27-jährige aus Buchingen nicht zurückgekommen ist, wird sie von ihrem Ehemann Tobias als vermisst gemeldet. Sofort beginnt eine Suchaktion durch Mitglieder der örtlichen Feuerwehr im Bereich der Weinberge, denn es ist das Gebiet, in dem die Verschwundene üblicherweise läuft. Damit unzufrieden ist die erst später eingebundene Polizei, da sie davon ausgeht, dass hierdurch Spuren vernichtet worden sein könnten.
Die Leitung der Polizei übernimmt in diesem Fall die Kriminaloberrätin Barbara Kramer. Nach einer ersten Besprechung der Soko Ermittlungsgruppe Sonntag, in dem unter anderem geklärt wird, dass ein Suizid nicht in Frage kommt, besucht sie mit ihrem Kollegen Riedle den Ehemann Tobias. Er erzählt den Ermittlern, dass er sie erst relativ spät vermisst hatte, da er selbst zum Fußballspielen gegangen war. Zunächst habe er seine Schwiegereltern um Hilfe gebeten, da seine Frau derzeit kein Auto habe.
In Gesprächen unter anderem mit Stefanies Vater Peter Armbruster und ihrer besten Freundin, erfährt Kramer, dass das seit zwei Jahren verheiratete Paar sich zwar Kinder gewünscht hatte, ansonsten aber nicht unglücklich gewesen sei. Anschließend besucht sie ihren Vater Konrad, einen pensionierten Lehrer, im Ort. Sie war hier aufgewachsen, später aber nach Berlin gezogen, um Karriere zu machen. Da er ohnehin vorhat, Urlaub zu machen, kann sie in sein Haus ziehen.
Mittlerweile hatte die Polizei die Suche nach der Vermissten übernommen, und dabei auch Drohnen eingesetzt. Am vierten Tag nach ihrem Verschwinden gelingt es einem Suchhund, in einem schmalen Tal im Wald Stefanies Leiche zu finden. Eine erste Obduktion lässt erkennen, dass es sich nicht um Unfall handelt, sondern dass sie mit einem Schlag auf den Kopf getötet worden war. Weitere Hinweise legen ein Sexualdelikt nahe. Nun wird die Soko eingerichtet, die reguläre Polizeiarbeit beginnt und Werner Schmidt wird zuständig für Anfragen der Medien. Weil Rocco Dettmers aus der Winzergenossenschaft, ein Arbeitskollege von Stefanie, mit ihr über das Smartphone Textnachrichten ausgetauscht hatte, hatte er sich verdächtig gemacht. Seine Chefin Anja Ulmer gibt ihm ein Alibi für die Tatzeit.

### Folge 2: Soko Sonntag
Nachdem die Studentin Josephine von der Chorprobe mit dem Fahrrad alleine nach Hause gefahren war, wird ihre Leiche an einem Flussufer gefunden. Da sich der Vorfall in der Universitätsstadt Lauburg ebenfalls an einem Sonntag ereignet hatte und Ähnlichkeiten vermutet werden, wird der Fall auch von der Soko Sonntag bearbeitet. Bei einem Gespräch mit dem Fallanalytiker Hoffmann nimmt dieser an, es könne sich bei Stefanie um einen zwanzig- bis vierzigjährigen, sexuell frustierten Mann handeln.
Nun werden DNA-Spuren von den Männern des Ortes via Speichelprobe gesammelt. Auf die Arbeit am PC konzentieren sich die Kollegen Navid Sabet und Bernd Klingspor. Unter den Zeugen hatte einer die Aussage gemacht, dass er zur Tatzeit einen dunklen Zafira gesehen habe. Auch hier kommen die Ermittler nicht weiter.
Im Falle Schora findet die Polizistin Sonja Aipperspach ein Haar, das dem Täter zuzuordnen ist. Mit Hilfe der KTU stellt sich heraus, dass es Hamed Rahimi, ein Iraner war. Da er für die andere Tat ein Alibi hatte, wird klar, dass der Mörder von Stefanie Berghoff jemand anderes war.

### Folge 3: Blutregen
Über Spuren an der Unterwäsche von Stefanie Berghoff gerät ihr Mann in Verdacht und wird vorläufig festgenommen. Nachdem die Splitter von Stefanies zerstörten Smartphone gefunden worden waren, zeigen diese Spuren von Saharastaub, der über den sogenannten Blutregen aus den Wolken auf die Erde gekommen war. Da dieses zu einem Zeitpunkt geschehen war, an dem ihr Mann ein Alibi hatte, wird er freigelassen. Später stellte sich über einen Datenabgleich heraus, dass es vor vier Jahren in Österreich einen vergleichbaren Fall gegeben hatte. Die Umstände legen nahe, dass es sich um einen Fernfahrer gehandelt hatte. Die dortigen Kollegen Hanschitz und Kohler stellen den Ermittlern daher Mautdaten, die als Tatwerkzeug benutzte und später gefundene LKW-Stange sowie ein Phantombild zur Verfügung.

### Folge 4: Die längste Nacht
Die Folge beginnt am 101. Tag. Da es bislang nicht gelungen ist, den Kreis der Verdächtigen ausreichend einzugrenzen, gibt Wagner bekannt, dass die Soko nach fünf Tagen aufgelöst wird. Nun wird sie von ihrer Kollegin Sandra Herrmann angesprochen, die ihr den Vorschlag macht, in Werkstätten in der Umgebung anzurufen, um nachzufragen, ob jemand die LKW-Stange zuordnen kann. So erfahren die Ermittler, dass diese von einem Iveco stammt. Zunächst bleiben unter den Verdächtigen noch elf übrig, die alle für Firmen in Osteuropa tätig sind. Über eine Anfrage meldet sich ein italienischer Subunternehmer und teilt mit, dass er einen der Fahrer übernommen hätte. Nun stellt sich heraus, dass dieser zum fraglichen Zeitpunkt in Österreich alleine unterwegs war und auch einen Zafira besitzt. Er war bislang noch nicht angefragt worden, da er in einem angrenzenden Ort wohnt, der aber in einem anderen Landkreis liegt. Nun gibt er eine Speichelprobe ab. Da er mit seinem MAN den Hof seiner Spedition verlässt und eine Fernfahrt auf der Autobahn antritt, wird er von zwei der Ermittler verfolgt und über Nacht beschattet. Nachdem sie später die Mitteilung bekommen, dass die abgegebene Speichelprobe zur DNA des Täters in beiden Fällen passt, wird er am nächsten Morgen auf einem Rasthof festgenommen.

## Kritiken
Rainer Tittelbach von Tittelbach.tv schrieb: „Das Ensemble, durchweg top gecastet, mit Nina Kunzendorf als Leuchtturm und Mundart als i-Tüpfelchen. Eine Regie, die stets den richtigen Ton trifft. Realistisch, undramatisch, 180 Minuten lang packend!“
Im Filmdienst bekam die Miniserie eine positive Kritik. Thomas Klein schrieb „Es geht nicht darum, wer der Täter ist, sondern darum, wie es der Sonderkommission gelingt, ihn zu fassen. Spannend wird die Serie durch das Auf und Ab der Erfolge und Misserfolge – dadurch, dass es einmal ein paar Schritte voran und dann wieder ein paar Schritte zurück geht. Die Perspektive des Mörders wird zu keinem Zeitpunkt eingenommen. Und auch schockierende Bilder der Tathergänge werden vermieden, wie generell die Inszenierung visuell wenig spektakulär daherkommt. Dadurch wirkt „Spuren“ auf angenehme Weise ein bisschen altmodisch: Am Ende des Tages tut ein Krimi auch mal ganz gut, wenn er auf reißerische Gewalt verzichtet, nicht in die Abgründe der Seele von Mördern vordringt oder die verkorksten Psychen überarbeiteter, von Selbstzweifel zerfressener Ermittler genüsslich ausbreitet.“
TV Spielfilm beschreibt die Miniserie als Fesselnder Blick in die kriminalistische Feinarbeit.
Bei Prisma heißt es: „So funktioniert Polizeiarbeit wirklich!“ sowie „Kunzendorf und Strauß spielen – flankiert von weiteren starken, eher unbekannten Gesichtern in Ermittler-Nebenrolle – präzise und unaufgeregt Ermittlungsprofis.“

## Hintergrund
Die Miniserie basiert auf dem Sachbuch Soko Erle des ehemaligen Freiburger Polizeisprechers Walter Roth, in dem er den Mord an einer Joggerin bei Endingen am Kaiserstuhl am 6. November 2016 behandelt. Der in Folge 2 geschilderte zweite Mord an einer Radfahrerin nimmt Bezug auf den Mordfall Maria Ladenburger am 16. Oktober 2016 in Freiburg im Breisgau. 
Produziert wurde sie von Lailaps Films in Kooperation mit dem SWR. Gedreht wurde zwischen dem 17. August und dem 17. Oktober 2023 in Baden-Württemberg und Bayern.
Im Fernsehen wurde die Miniserie am 15. Februar 2025 ausgestrahlt, seit dem 7. Februar konnte sie in der ARD Mediathek abgerufen werden.